# 5970 Ohdohrikouen
5970 Ohdohrikouen este un asteroid din centura principală de asteroizi.

## Descriere
5970 Ohdohrikouen este un asteroid din centura principală de asteroizi. A fost descoperit pe 13 mai 1991 la Sapporo de Kazuro Watanabe. El prezintă o orbită caracterizată de o semiaxă mare de 2,20 ua, o excentricitate de 0,16 și o înclinație de 4,3° în raport cu ecliptica.